# NGC 4153
NGC 4153 је збијено звездано јато у сазвежђу Береникина коса које се налази на NGC листи објеката дубоког неба.
Деклинација објекта је + 18° 32' 33" а ректасцензија 12h 10m 6,2s. Привидна величина (магнитуда) објекта NGC 4153 износи 10,4. NGC 4153 је још познат и под ознакама NGC 4147, GCL 18.